# Akodon sylvanus
Akodon sylvanus је врста глодара из породице хрчкова (лат. Cricetidae).

## Распрострањење
Врста је присутна у Аргентини. Присуство у Боливији је непотврђено.

## Станиште
Станиште врсте је травна вегетација. 

## Угроженост
Ова врста је наведена као последња брига, јер има широко распрострањење и честа је врста.